# Ясна Джокич
Ясна Джокич (серб. Јасна Ђокић, нар. 1956, Белград, СФРЮ) — сербська співачка.

## Дискографія
- «Ти и ја», 2000.
- «Тихо на прстима», 2002.
- «Нећу лажи», 2006.
- «Ко је ко», 2009.
- «Ај, што је отишао», 2016.